# Даррелл Імгофф
Даррелл Імгофф (англ. Darrall Imhoff, 11 жовтня 1938 — 30 червня 2017) — американський баскетболіст.
Олімпійський чемпіон 1960 року.